# Francisco Muñoz Pérez
Francisco Enrique Muñoz Pérez más conocido como Muñoz Pérez, (n. Estepona, Málaga; 18 de febrero de 1960) es un futbolista (profesional retirado) español que actuaba en la posición de lateral izquierdo. 
Da nombre al nuevo campo de fútbol de su localidad natal, Estepona, inaugurado en julio de 2007.

## Clubes
| Club          | País   | Año       |
| ------------- | ------ | --------- |
| CA Malagueño  | España | 1976-1978 |
| CD Málaga     | España | 1978-1985 |
| Valencia CF   | España | 1985-1987 |
| Real Madrid   | España | 1987-1988 |
| AD Ceuta      | España | 1988-1989 |
| C.D. Estepona | España | 1989-1993 |

## Títulos

### Campeonatos nacionales
- 1 [primera División de España|Liga]] (1987/88)